# Langapseudes tuberculatus
Langapseudes tuberculatus is een naaldkreeftjessoort uit de familie van de Apseudidae.